# バルナバ
バルナバ（希：Βαρνάβας、ラテン表記：Barnabas）は、新約聖書の『使徒行伝』に登場する初期キリスト教会のメンバー。正教会・非カルケドン派・カトリック教会・聖公会・ルーテル教会で聖人とされているほか、正教会では七十門徒に数えられている。
『使徒行伝』によれば、バルナバ（慰めの子の意味）と呼ばれていたこの人物は本名をヨセフといい、レビ族の出身で、キプロス島生まれのユダヤ人であった。彼は財産をすべて売り払って、その代金を使徒たちに差し出した。
迫害者だったサウロ（パウロ）が回心すると、バルナバはすすんでこれを受け入れ、彼を保護してタルソスへ送った。
パウロの第一回の宣教旅行の同行者となってキプロスから小アジア（現トルコ）をめぐったが、第二回宣教旅行にあたってマルコとよばれたヨハネの同行の是非をめぐって、パウロと議論になり、袂をわかってキプロスへ赴いた。